# Pietro Ceretti
Pietro Ceretti, noto anche con lo pseudonimo di Alessandro Goreni (Intra, 24 agosto 1823 – Intra, 28 luglio 1884), è stato un filosofo e letterato italiano.

## Vita e opere

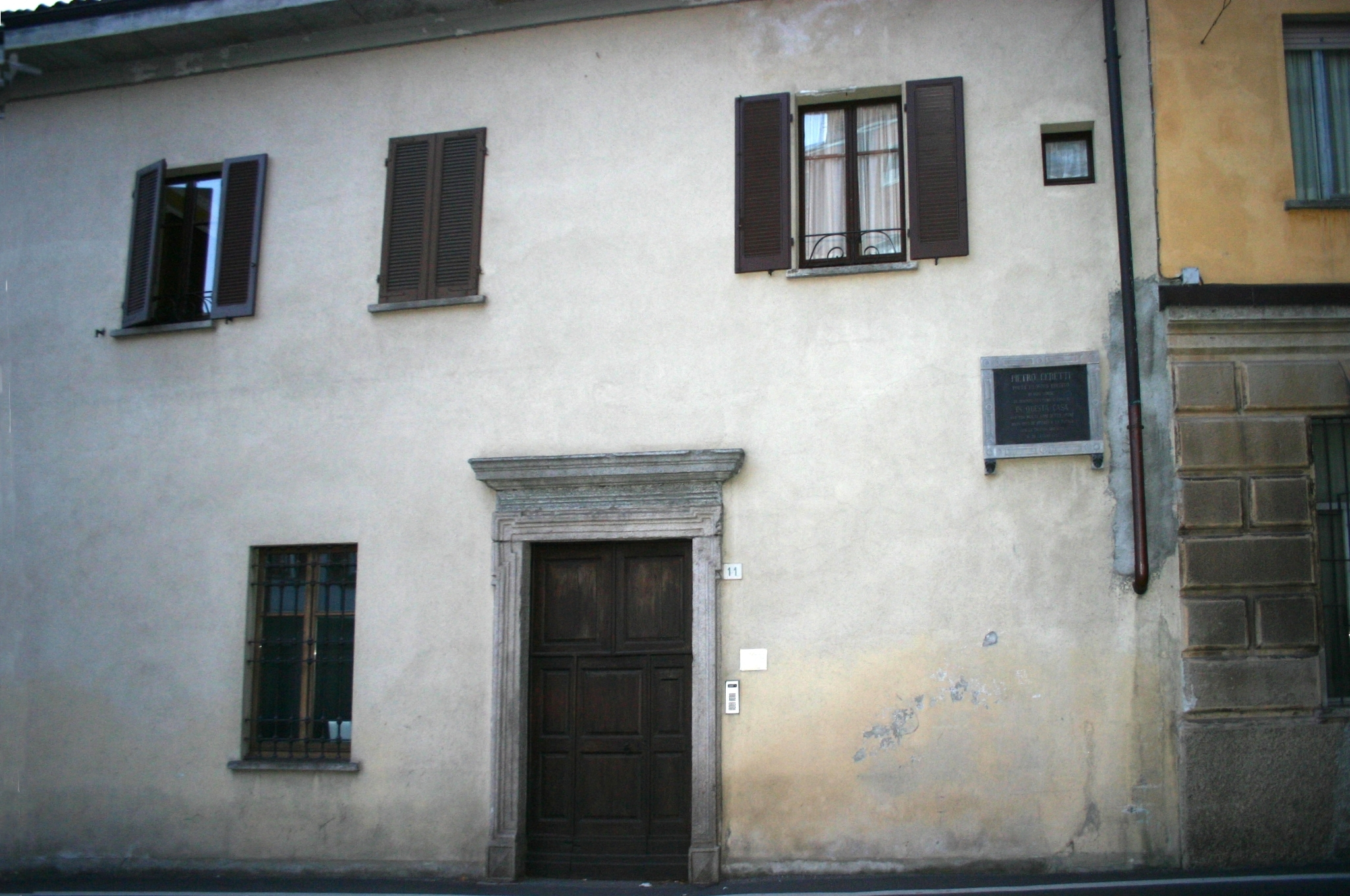
L'abitazione di Pietro Ceretti a Intra

I suoi genitori, Pietro e da Caterina Rabbaglietti, di condizioni agiate, lo affidarono all'insegnamento privato di ecclesiastici e successivamente ai docenti del seminario di Arona dove Pietro si distinse per il suo carattere refrattario ai vecchi metodi didattici e ribelle alle rigide regole di disciplina. Quasi al termine degli studi si appassionò all'approfondimento della lingua latina e alla composizione di poesie che lo fecero conoscere come poeta a braccio. Frequentò come alunno esterno un collegio di gesuiti a Novara dove alla fine del 1840 risultava primo in retorica tanto che il suo maestro lo spinse a comporre la tragedia Il duca di Guisa scritta sulla base della Storia delle guerre civili di Francia di Arrigo Caterino Davila (1576-1631). Soggiornò successivamente a Firenze dove ebbe modo di frequentare i membri del gabinetto Vieusseux.
Dedicatosi agli studi scientifici e storico-filologici e soprattutto a quelli filosofici, nel 1843 scrisse il poemetto incompiuto Eleonora da Toledo dove l'autore dà prova di penetrazione psicologica dei personaggi e di abile descrizione ambientale. Nello stesso periodo compose poesie, dette poi "giovanili", a contenuto filosofico, il romanzo, pubblicato postumo, Ultime lettere di un profugo (1847), sul modello foscoliano, e infine le riflessioni Pellegrinaggio in Italia (1858), nate a seguito di numerosi viaggi avventurosi per l'Europa in compagnia di zingari e vagabondi, che gli permisero di apprendere diverse lingue straniere. Opere queste che mostrano la singolarità del mondo spirituale di Ceretti profondamente diverso e in contrasto con quello degli altri.
Sposò la pavese Amalia Valvassori, che gli venne a mancare il 15 marzo del 1858, lasciandogli una figlia, Argia, ancora in tenera età. Nell'estate del 1858 soggiornò nella villetta  "La Chaumière", presso Chambéry, dove lavorò alla seconda edizione del Pellegrinaggio in Italia dato alla stampe a Intra con lo pseudonimo di Alessandro Goreni. Successivamente nel 1860, trasferitosi alle Cascine a Firenze, pubblicò la Idea circa la genesi e la natura della Forza. 
Aderì all'hegelismo, di cui tentò una revisione in senso soggettivistico in una grande opera in latino, Pasaelogices Specimen (1864-1871), che non riscosse alcun successo di pubblico. Decise quindi non pubblicare più nulla: tuttavia continuò a comporre una grande varietà di testi filosofici, molti dei quali dettati alla figlia Argia, a causa di una malattia che lo aveva debilitato completamente. Nell'ultimo periodo della sua vita fino alla morte Ceretti si dedicò esclusivamente alle meditazioni filosofiche espresse in numerose opere tra le quali i Sogni e favole (Torino 1886), le Grullerie poetiche (Torino 1890) e le Massime e dialoghi (Torino 1886). 
La sua opera è stata pressoché sconosciuta, solo Giovanni Gentile gli ha assegnato un ruolo di rilievo nella sua opera Le origini della filosofia contemporanea in Italia nel capitolo Pietro Ceretti e la corruzione dell'hegelismo. A Pietro Cerretti oggi viene riconosciuta una certa influenza sul pensiero filosofico della scuola torinese (Pasquale D'Ercole) e sulla formazione del pensiero di Piero Martinetti.  

## Intitolazioni
- A Ceretti nel 1907 è stata dedicata la Biblioteca Civica "Pietro Ceretti" di Verbania, attualmente diretta da Andrea Cassina.